# ایشکانول
ایشکانول (Ixcanul، به‌معنای آتشفشان) یک فیلم درام گواتمالایی محصول سال ۲۰۱۵ به کارگردانی و نویسندگی خایرو بوستامانته می‌باشد. این فیلم در بخش اصلی رقابتی شصت و پنجمین جشنواره بین‌المللی فیلم برلین به نمایش درآمد و برنده جایزه آلفرد باوئر شد.